# Келли, Пол (актёр)
Пол Майкл Келли (англ. Paul Michael Kelly; 9 августа 1899 — 6 ноября 1956) — американский актёр театра, кино и телевидения. За свою карьеру сыграл более 400 ролей.
Пол Келли родился в актёрской семье, на сцене дебютировал в возрасте шести лет. В 1912 году он снялась в своём первом фильме, пользовался популярностью как актёр-ребёнок. С 1920 года выступал с большим успехом на Бродвее, но его карьера закончилась[прояснить] в 1927 году, когда он был обвинен в убийстве коллеги, Рэя Рэймонда, за которое[стиль] он был осуждён к 25 месяцам лишения свободы. После освобождения продолжал сниматься в кино.

## Избранная фильмография
- 1939 — Судьба солдата в Америке
- 1939 — В рамках закона
- 1939 — Невидимые полосы
- 1944 — Глаза мертвеца
- 1945 — Сан-Антонио
- 1945 — Миллионы Гриссли
- 1946 — Стеклянное алиби
- 1947 — Перекрёстный огонь
- 1947 — Страх в ночи
- 1950 — Дело Тельмы Джордон
- 1950 — Переулок
- 1950 — Тайная ярость
- 1951 — Лесси в разрисованных холмах
- 1952 — Винтовка Спрингфилда
- 1953 — Доля секунды